# 贝德
贝德（法語：Beddes，發音：[bɛd] ⓘ）是法国谢尔省圣阿芒蒙龙区的市镇，位于该省西南部，面积12.92平方千米，2022年1月1日人口为105人。

## 地理
贝德（46°36'21"N, 2°12'47"E）面积12.92平方千米，位于法国中央-卢瓦尔河谷大区谢尔省，该省份为法国中部省份，北起卢瓦雷省，西接卢瓦-谢尔省和安德尔省，南至克勒兹省，东南接阿列省，东临涅夫勒省。
与贝德接壤的市镇（或旧市镇、城区）包括：沙托梅扬、勒沙特莱、迈索奈、圣让夫兰、维克埃克桑普莱。
贝德的时区为UTC+01:00、UTC+02:00（夏令时）。

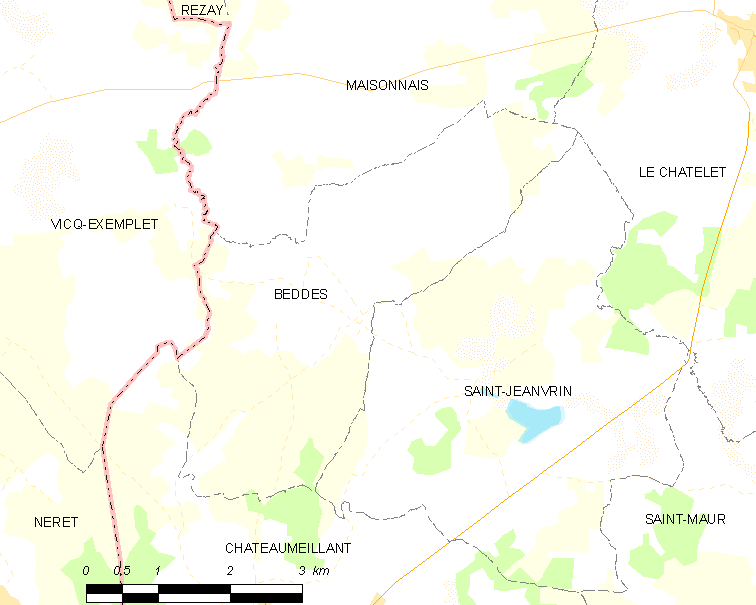
贝德的OSM定位图

## 行政
贝德的邮政编码为18370，INSEE市镇编码为18024。

## 政治
贝德所属的省级选区为沙托梅扬县。

## 人口

1962-2008年间贝德人口变化图示

贝德于2022年1月1日时的人口数量为105人。